# Meyers 200
Pour les articles homonymes, voir Meyers et Aero Commander.
Le Meyers 200 (aussi connu sous le nom de Aero Commander 200) est un quadriplace de tourisme américain, monoplan métallique à aile basse cantilever et train classique escamotable. Cet avion confortable et extrêmement rapide attira l’attention d’Aero Commander, à la recherche de monomoteurs pour compléter une gamme composée alors uniquement de bimoteurs. Aero Commander acheta Meyers Aircraft Company en 1966 pour produire le modèle 200D.

## Meyers 200
- Meyers 200 : Version quadriplace du Meyers MAC-145 (en) à moteur Continental O-470 (en)M de 225 ch. Un seul prototype construit en 1953, la certification étant obtenue en 1958.
- Meyers 200A : Première version de série, 11 exemplaires construits en 1959 avec un moteur Continental IO-470D de 260 ch.
- Meyers 200B : Nouveau modèle produit à 17 exemplaires en 1960/1961, avec des modifications de détail et un tableau de bord redessiné.
- Meyers 200C : Version apparue en 1963 avec une cabine élargie, un pare-brise redessiné et un intérieur plus luxueux. 9 exemplaires seulement furent construits.
- Meyers 200D : En 1965 fut adopté un moteur Continental IO-520A de 285 ch, associé à un revêtement de voilure à tête noyée. 8 exemplaires seulement furent produits par Meyers, l’appareil devenant rapidement Aero Commander 200D.

## Aero Commander 200
- Aero Commander 200D : En 1966 Aero Commander acheta les droits et l’outillage de Meyers et produisit 77 exemplaires du Meyers 200D, rebaptisé Aero Commander 200. Malgré ses performances remarquables, ce monomoteur avait à faire face à la concurrence des Beech Bonanza, Cessna 210 Centurion et Piper Comanche, déjà bien implantés sur le marché, sans parler des quadriplaces Mooney. Fin 1967 la production de l’Aero Commander 200 fut stoppée, alors que North American Rockwell avait investi 4 millions de dollars pour réaliser l’outillage nécessaire à une production de masse (Chez Meyers la production était artisanale).
- Aero Commander 200E : Version 6 places à empennages en flèche de l’Aero Commander 200D. Un prototype seulement fut réalisé en 1967.

## Interceptor 400
Au moment où Aero Commander cessait la production du Model 200, Lymon Lyon demanda au constructeur de lui réaliser une version turbopropulsée. En lieu et place North American Rockwell lui proposa de lui céder la licende de production. Lymon Lyon et un groupe d’investisseurs formèrent alors Interceptor Corp à Norman, Oklahoma. Équipé d’un turbopropulseur Garrett-AiResearch TPE331-I-101 de 400 ch, un prototype prit l’air le 27 juin 1969 et obtint sa certification en 1971. Le marché n’était pas prêt pour un quadriplace turbopropulsé d’aviation générale et faute de ventes, Interceptor se trouva dans l’incapacité de rembourser les fonds avancés par Paul Luce, principal investisseur de l’entreprise. Paul Luce prit donc possession de la propriété industrielle de l’entreprise, qu’il transféra à Boulder, Colorado, en 1973 sous la désignation Interceptor Co. Les droits furent finalement revendus à Prop-jets, San Antonio, Texas…sans suite.